# Sono un criminale
Sono un criminale (They Made me a Fugitive) è un film del 1947, diretto da Alberto Cavalcanti. 